# Шрейер, Юлий Осипович
Ю́лий О́сипович Шре́йер (1835 — 3 [15] февраля 1887, Петербург) — российский писатель и переводчик, журналист.

## Биография
Окончив Первый Московский кадетский корпус, в офицерских званиях служил в артиллерии. Затем занимал должности начальника Виленской телеграфной станции, председателя цензурного комитета в Варшаве, работал в учредительном комитете по устройству быта крестьян в Царстве Польском.
После выхода в отставку занялся литературной деятельностью; в период франко-прусской войны (1870—1871) публиковал в русских газетах «корреспонденции с поля битвы». В 1871 г. основал газету «Новости» и по 1874 год был её редактором и издателем.

## Избранные сочинения
Источники:,, электронные каталоги РНБ
в периодических изданиях
- Петр Великий в Вильне // Памятная книжка Виленской губернии на 1860 г. — Ч. 2. — С. 25—29.
- Электромагнитные телеграфы. Краткий исторический взгляд // Памятная книжка Виленской губернии на 1860 г. — Ч. 2. — С. 144—149.
- Краткий исторический взгляд на судьбы крестьянского сословия в Литве // Памятная книжка Виленской губернии на 1861 год. — Ч. 2. — С. 42—53.
- Военное дело в Литве // Военный Сборник. — 1861. — Т. 22, кн. 12, отд. 2. — С. 303—328.
- Римско-католический кафедральный собор св. Станислава в Вильне // Иллюстрация. — 1862. — № 229.
- Людвиг Кондратович (Владислав Сырокомля), биографический очерк // Северная Пчела. — 1862. — № 255.
- Значение для Польши новой крестьянской реформы // Голос. — 1864. — № 161—162.
- К эпохе графа Берга в Варшаве : отрывок из воспоминаний // Исторический Вестник. — 1884. — Т. 15, март. — С. 684—688

книги
- Шрейер Ю. О. Овсянниковское дело. Двенадцать дней в суде : Отчет. — СПб. : тип. Ретгера и Шнейдера, 1875. — 4+242 с.
- Шрейер Ю. О. Учебное дело в Привислянской окраине. — СПб. : тип. т-ва «Обществ. польза», ценз. 1869. — 20 с.
- Шмитт Г. История польского народа / Пер. с пол., [снабдил предисл.] и доп. примеч. Ю. Шрейер. — СПб. : В. А. Рогальский, 1864—1866. — Т. 1-3.
- Пятидесятилетний юбилей его имп. высочества принца Петра Георгиевича Ольденбургского / Сост. под ред. Ю. О. Шрейера. — СПб. : типо-лит. Зиберт и Фосс, 1881. — 104+164 с.